# Jetty Eugster-van Bergeijk

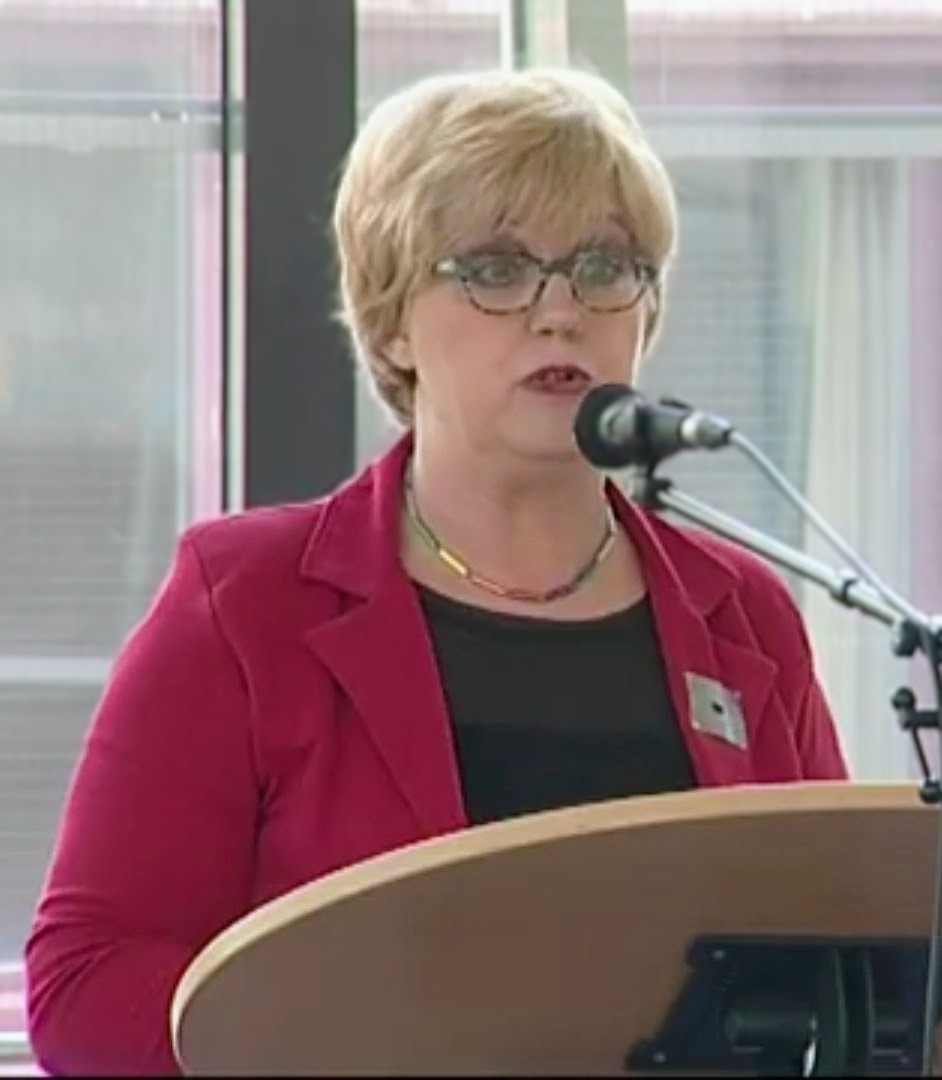
Jetty Eugster-van Bergeijk, 2013

Jetty Eugster-van Bergeijk (Babyloniënbroek, 12 februari 1955) is een Nederlands politicus van CDA.
In 1998 werd Eugster-van Bergeijk gemeenteraadslid in 's-Hertogenbosch; van 2001 tot 2010 was zij daar wethouder. In april 2011 volgde zij Henk Opsteegh op als burgemeester van Schijndel. Zij vervulde deze functie tot de opheffing van de gemeente op 1 januari 2017.
Vervolgens werd ze waarnemend burgemeester van de gemeente Reusel-De Mierden. Op 10 december 2019 werd zij opgevolgd door Annemieke van de Ven. In september 2021 was de Empelse deelneemster bij tv-kwis Met het mes op tafel. 